# Beuys. Sztuka to rewolucja
Beuys. Sztuka to rewolucja (niem. Beuys) – niemiecki film dokumentalny z 2017 roku w reżyserii Andresa Veiela.

## Opis fabuły
Charyzmatyczny niemiecki artysta, teoretyk sztuki, pedagog, aktywista i społeczno-polityczny reformator Joseph Beuys twierdził, że każdy z nas jest artystą w życiu, każdy może tworzyć sztukę i wpływać na nią oraz otaczający go świat. Ubrany w charakterystyczny kapelusz kontrowersyjny twórca postrzegał sztukę nie jako przedmioty estetyczne, lecz twórcze, terapeutyczne działanie o społecznym lub politycznym podłożu. Film jest wnikliwym portretem jego życia i twórczości opartym niemal w całości na doskonale zmontowanych materiałach archiwalnych.
Okazuje się, że dziś – 30 lat po śmierci Beuysa – jego poglądy i życiowa postawa są aktualne znacznie bardziej niż kiedykolwiek wcześniej. Film udowadnia, że Beuys był wizjonerem daleko wykraczającym poza czasy, w których żył. Oglądając jego sztukę, w tym słynne performanse i słuchając jego wypowiedzi rozumiemy, dlaczego pieniądze nigdy nie powinny być towarem – według Beuysa handel nimi podważa zasady demokracji. Ale to nie wszystko – podpatrujemy, jak powstawały jego projekty, oglądamy stare fotografie, słuchamy fragmentów wykładów i wyjaśnień własnych prac i głoszonych idei, a także anegdot. Poznajemy na czym polegał szczególny rodzaj humoru Beuysa. Jednak oglądając ten nieznany dotąd szerzej wizualny i dźwiękowy materiał archiwalny, poznajemy nie tylko portret porywającego artysty, lecz przede wszystkim kameralny, intymny obraz niezwykłego człowieka o kompletnie nietuzinkowej osobowości, oryginalnej koncepcji sztuki i nieoczywistych jak na swoje czasy poglądach.

## Nagrody i nominacje
- 67. MFF w Berlinie
  - Nominacja: Udział w konkursie głównym o nagrodę Złotego Niedźwiedzia

- Millennium Docs Against Gravity (2017)
  - Nominacja do Nagrody Millennium dla Andresa Veiela
  - Nagroda Nos Chopina dla Andresa Veiela (wyróżnienie specjalne)[3]